# نورمن کریست
نورمن کریست (انگلیسی: Norman Christ) یک فیزیک‌دان اهل ایالات متحده آمریکا است.